# SOR BN 10,5
SOR BN 10,5 je model českého městského, částečně nízkopodlažního autobusu o délce přibližně 10,5 m. Jeho produkce začala ve společnosti SOR Libchavy roku 2005 a byla ukončena v roce 2022.

## Konstrukce
Autobus BN 10,5 je dvounápravový „low entry“ autobus, který je určen především pro městský či příměstský provoz. V pravé bočnici vozu se nacházejí troje výklopné dveře. Prostor mezi předními a středními dveřmi je nízkopodlažní (na výšce 360 mm nad vozovkou). Zadní část vozu se nachází ve výšce 800 mm nad vozovkou. Zadní náprava je hnací, (španělské značky DANA), přední náprava je lichoběžníkové konstrukce s nezávisle zavěšenými koly a je vlastní výroby. Motor a mechanická převodovka se nachází v zadní části vozu. Polosamonosná karoserie, která je svařena z ocelových uzavřených profilů, je zvenčí oplechovaná, interiér vozu je obložen plastovými deskami.

## Výroba a provoz
Autobusy SOR BN 10,5 nahradily ve výrobě svého předchůdce, vysokopodlažní autobusy SOR B 10,5. Vozy BN 10,5 jsou tak využívány pro méně vytížené městské linky či linky příměstské. Jedním z provozovatelů těchto autobusů je například společnost ČSAD autobusy Plzeň. V létě 2008 vyhrála společnost SOR veřejnou soutěž vyhlášenou Dopravným podnikem Bratislava. Celkem mělo být dodáno 60 autobusů typu BN 10,5 v celkové hodnotě 270 milionů slovenských korun do roku 2011.